# Kevin Klose
 (août 2022).
Si vous disposez d'ouvrages ou d'articles de référence ou si vous connaissez des sites web de qualité traitant du thème abordé ici, merci de compléter l'article en donnant les références utiles à sa vérifiabilité et en les liant à la section « Notes et références ».
Pour les articles homonymes, voir Klose.
Kevin Klose, né le 1er septembre 1940 à Toronto, dans la province de l'Ontario, est un journaliste et un écrivain canadien. Il a également dirigé le groupe Radio Free Europe et la radio américaine National Public Radio.

## Biographie
Il grandit à Red Hook dans la ville New York. Il étudie à l'Université Harvard, dont il sort diplômé en 1962. Il effectue son service militaire dans la marine américaine et devient reporter, puis rédacteur pour le Washington Post. Il dirige entre 1994 et 1997 le groupe Radio Free Europe où il supervise notamment son déménagement de Munich à Prague. De 1998 à 2008, il dirige la radio américaine National Public Radio. En 2009, il devient professeur à l’université du Maryland où il enseigne le journalisme. En 2013, il est choisi pour assurer un intérim d’une année à la tête du groupe RFE qu’il avait dirigé une dizaine d’années auparavant. Il est également l’auteur de plusieurs livres, dont le roman policier The Typhoon Shipments (Super Stup !), récit proche du reportage journalistique écrit avec Philip A. McCombs et qui narre l’enquête d’un correspondant de la guerre du Viêt Nam portant sur un trafic de drogue via les cercueils des soldats tués au combat et rapatriés.

## Œuvre

### Romans
- I Will Survive (1972) (avec Sala Pawlowicz)
- The Typhoon Shipments (1974) (avec Philip A. McCombs) Publié en français sous le titre Super Stup !, Paris, Gallimard, Série noire no 1775, 1980.
- Russia and the Russians (1984)

## Sources
- Claude Mesplède et Jean-Jacques Schleret, SN Voyage au bout de la noire, Paris, Futuropolis, 1982, p. 220.
- Les Auteurs de la Série Noire, 1945-1995, collection Temps noir, Joseph K., 1996, (avec Claude Mesplède), p. 273.